# El Tancat dels Frares

El Tancat dels Frares, respecte del terme de l'Estany

El Tancat dels Frares és un paratge de bosc i coster de muntanya del terme municipal de l'Estany, a la comarca del Moianès.
Està situat a la part septentrional del terme municipal, a llevant del Polígon industrial de l'Estany i a ponent del Collet de Malloles, a la dreta de la Riera de l'Estany i en el vessant suc-oest del Serrat de la Solana del Castell.